# UFC Fight Night: Holm vs. Correia
UFC Fight Night: Holm vs. Correia（ユーエフシー・ファイトナイト：ホルム・バーサス・コヘイア、別名UFC Fight Night 111）は、アメリカ合衆国の総合格闘技団体「UFC」の大会の一つ。2017年6月17日、シンガポール・カランのシンガポール・インドア・スタジアムで開催された。

## 大会概要
本大会ではホリー・ホルムとベチ・コヘイアによる女子バンタム級戦が組まれた。
キャリア10戦全勝の井上直樹、8戦全勝のカールス・ジョン・デ・トーマス、8戦無敗のDEEP JEWELSバンタム級王者キム・ジヨンがUFCデビュー。

## 試合結果

### プレリミナリーカード
第1試合 女子バンタム級 5分3R
○  ルーシー・プディロヴァ vs.  キム・ジヨン ×
3R終了 判定3-0（29-28、29-28、29-28）
第2試合 59.4kg契約 5分3R
○  井上直樹 vs.  カールス・ジョン・デ・トーマス ×
3R終了 判定3-0（30-26、30-26、30-26）
※ジョン・デ・トーマスの体重超過によりフライ級から変更。
第3試合 バンタム級 5分3R
○  ラッセル・ドーン vs.  クァク・ガンホ ×
1R 4:09 TKO（パウンド）
第4試合 ウェルター級 5分3R
○  リー・ジンリャン vs.  フランク・カマチョ ×
3R終了 判定3-0（29-27、28-27、29-27）
第5試合 フライ級 5分3R
○  佐々木憂流迦 vs.  ジャスティン・スコギンズ ×
2R 3:19 リアネイキドチョーク
第6試合 フェザー級 5分3R
○  アレックス・カサレス vs.  ローランド・ディ ×
2R 5:00 TKO（ドクターストップ）
第7試合 ヘビー級 5分3R
○  ウォルト・ハリス vs.  シリル・アスカー ×
1R 1:44 TKO（パウンド＆肘連打）
第8試合 ライト級 5分3R
○  ジョン・タック vs.  五味隆典 ×
1R 1:12 リアネイキドチョーク

### メインカード
第9試合 ウェルター級 5分3R
○  ハファエル・ドス・アンジョス vs.  タレック・サフィジーヌ ×
3R終了 判定3-0（30-27、30-27、29-28）
第10試合 ウェルター級 5分3R
○  コルビー・コヴィントン vs.  キム・ドンヒョン ×
3R終了 判定3-0（30-25、30-26、30-27）
第11試合 ヘビー級 5分3R
○  マルチン・ティブラ vs.  アンドレイ・アルロフスキー  ×
3R終了 判定3-0（29-28、28-27、29-27）
第12試合 女子バンタム級 5分5R
○  ホリー・ホルム vs.  ベチ・コヘイア ×
2R 2:27 KO（左ハイキック→左フック）

### 各賞
ファイト・オブ・ザ・ナイト： リー・ジンリャン vs. フランク・カマチョ
パフォーマンス・オブ・ザ・ナイト： ホリー・ホルム、佐々木憂流迦
各選手にはボーナスとして5万ドルが授与された。

### カード変更
負傷などによるカードの変更は以下の通り。